# Tellervo pallidula
Tellervo pallidula är en fjärilsart som beskrevs av Talbot 1943. Tellervo pallidula ingår i släktet Tellervo och familjen praktfjärilar. Inga underarter finns listade i Catalogue of Life.